# Peillon (Automobilhersteller)
Peillon war ein französischer Hersteller von Automobilen.

## Unternehmensgeschichte
Das Unternehmen aus Boulogne-Billancourt begann 1899 mit der Produktion von Automobilen. 1900 endete die Produktion.

## Fahrzeuge
Das einzige Modell war ein Kleinwagen. Er wurde 1899 auf der Mondial de l’Automobile in Paris vorgestellt. Die Motorleistung betrug 2,5 PS.